# Stazione di Tarvisio Centrale
Stazione di Tarvisio Centrale 2000-ben bezárt vasútállomás Olaszországban, Tarvisio településen.

## Vasútvonalak
Az állomást az alábbi vasútvonalak érintették:
- K.k. Staatsbahn Tarvis–Pontafel
- Tarvisio–Ljubljana-vasútvonal
- Kronprinz Rudolf-Bahn

## Kapcsolódó állomások
A vasútállomáshoz az alábbi állomások vannak a legközelebb:
- Stazione di Tarvisio Città (K.k. Staatsbahn Tarvis–Pontafel)
- Thörl-Maglern railway station (Kronprinz Rudolf-Bahn)
- Fusine in Valromana railway station (Tarvisio–Ljubljana-vasútvonal)